# Industrial Bank of Korea
Industrial Bank of Korea (IBK; 중소기업은행?) è una banca commerciale con sede a Jung-gu, Seul, Corea del Sud, istituita dallo Stato (ai sensi dell'Industrial Bank of Korea Act) per promuovere le piccole e medie imprese e migliorare il loro status economico fornendo un sistema creditizio efficiente.
È tra le cento banche più grandi del mondo. Nella lista Forbes Global 2000 per il 2021, la banca si è classificata al 672º posto (121° per asset, 522° per utile netto e 1128° per ricavi).  La quota di controllo è detenuta dal governo della Repubblica di Corea.

## Storia
La banca è stata fondata il 1º agosto 1961 con un capitale sociale di 200 milioni di KRW per fornire finanziamenti alle piccole e medie imprese. Nel 1990, la banca ha aperto la sua prima filiale all'estero a New York. Il 9 dicembre 1994 IBK ha quotato le sue azioni alla Borsa coreana; ha fruttato 507,7 miliardi di won (con un valore nominale delle azioni di 180 miliardi di won).

### Attività
Serve 16 milioni di clienti al dettaglio e 2 milioni di clienti aziendali, la rete della banca è composta da 635 filiali. Dei ricavi di 6,96 trilioni di won per il 2020, 5,98 trilioni erano proventi da interessi netti, 900 miliardi erano proventi da commissioni. Dei 362mila miliardi di asset di won, 234mila miliardi sono stati erogati in prestiti (l'80% dei quali a piccole e medie imprese); I depositi accettati rappresentavano 141 trilioni di passività. Oltre alla Repubblica di Corea, ci sono filiali a New York, Tokyo, Londra, Hong Kong, Ho Chi Minh City, Hanoi, Pechino (in Cina anche a Shenzhen, Qingdao, Shenyang, Wuhan, Suzhou, Tianjin e Yantai), Nuova Delhi, Manila, Phnom Penh e Vladivostok.
Il principale azionista della banca è il governo della Repubblica di Corea con il 59,2% delle azioni; un altro 7,2% appartiene alla Korea Development Bank.